# Hoplia opalescens
Hoplia opalescens är en skalbaggsart som beskrevs av Leon Fairmaire 1893. Hoplia opalescens ingår i släktet Hoplia och familjen Melolonthidae. Inga underarter finns listade i Catalogue of Life.